# Ernst Oppler
Ernst Oppler (9. září 1867, Hannover – 1. března 1929, Berlín) byl židovsko-německý malíř a grafik tvořící ve stylu impresionismu. Známé jsou především jeho kresby s baletními motivy. Byl jedním ze zakladatelů Berlínské secese.

## Život
Ernst Opler byl synem architekta Edwarda Opplera a bratrem sochaře Alexandra Opplera. Studoval v Mnichově, poté pobýval v Londýně, kde se zajímal o Whistlerovo dílo. Roku 1901 žil v Nizozemí, kde praktikoval malbu v plenéru. Byl členem Mnichovské secese a později po přesunu do Berlína spoluzakladatelem Berlínské secese, umělecké skupiny, jež v Německu prosazovala impresionismus. Stal se uznávaným malířem portrétů a grafikem, který dokumentoval život berlínské společnosti. Byl příznivcem Ďagilevova souboru Ruský balet a zasvětil baletní tematice značnou část svého pozdního díla.

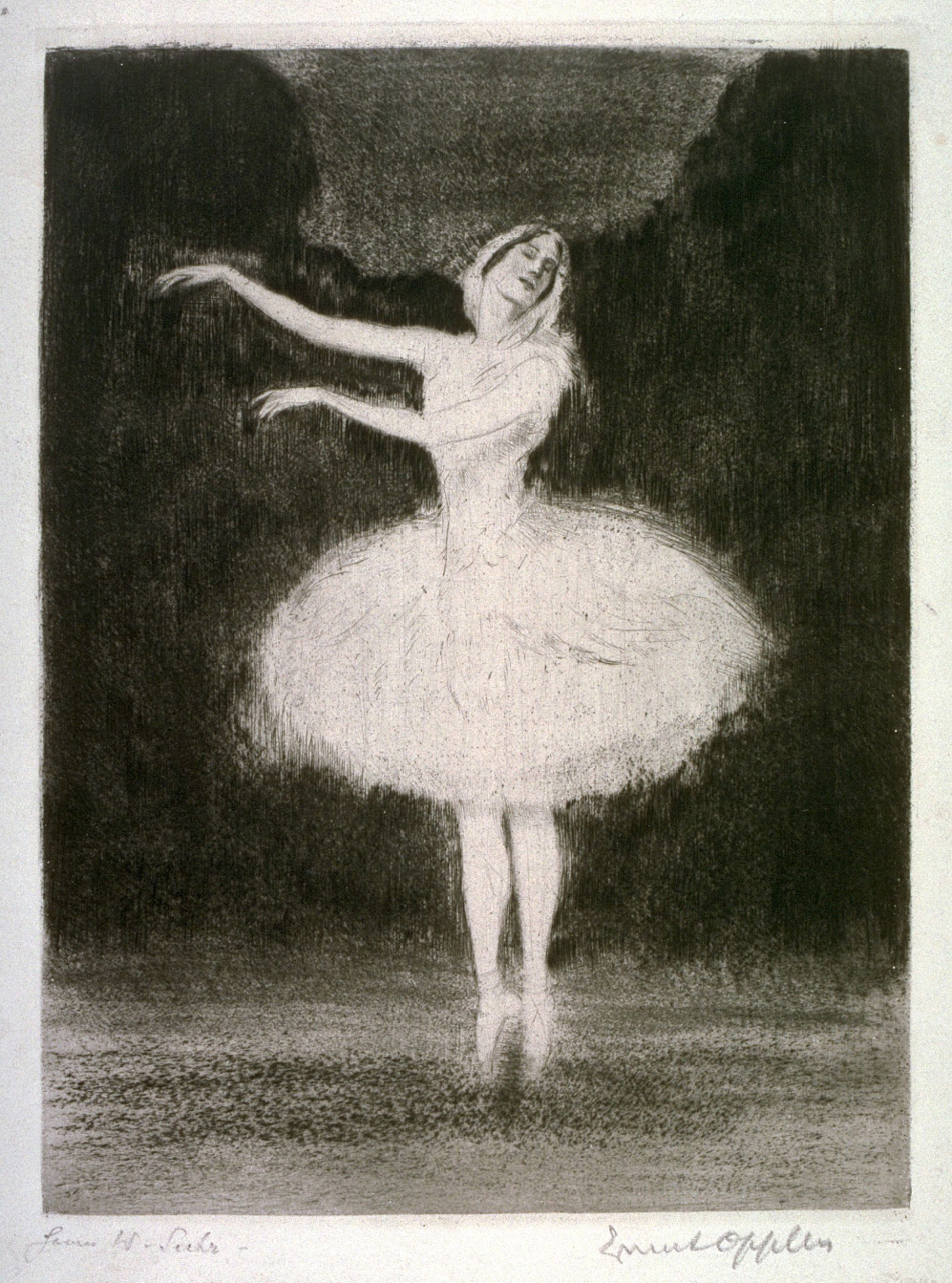
Ernst Oppler: Baletka